# Départ de Jérusalem en chemin de fer
Départ de Jérusalem en chemin de fer és una pel·lícula muda francesa dirigida per Alexandre Promio, soci dels germans Lumière estrenada el 1897. Se'n conserven 43 segons. Conté la que possiblement és la primera representació del moviment de càmera en la història del cinema. Alguns, en canvi, atribueixen a The Haverstraw Tunnel aquesta innovació, però només se sap l'any de llançament de tots dos; per tant, es desconeix quin va ser primer.

## Sinopsi
(La càmera està instal·lada a la part posterior d'un tren, presumiblement a la plataforma d'aplicació del fre d'emergència. Està enfocada a l'andana, de manera que no es pot veure res del tren en si. No es veu més que els rails i el moll que passa.)
El tren surt de l'estació de Jerusalem, tallada a la roca rugosa. Al moll, els europeus saluden en direcció a la lent de la càmera. Saluden a Alexandre Promio, però com que no veiem l'operador en cap moment, no es tracta d'un pla subjectiu, només hi ha una peça de càmera, procés o incident ja experimentat a pel·lícules anteriors. Es pot veure que al moll, les diferents categories de la població de Jerusalem estan separades entre si, reconeixibles per la seva vestimenta. Veiem així primer el grup d'europeus (o més aviat occidentals), després un grup de palestins musulmans, després un altre de palestins jueus.

## Anàlisi
Alexandre Promio és un dels operadors formats per Louis Lumière, que la Société Lumière va enviar a tot el món des de 1896 per recuperar les vistes fotogràfiques animades, que era com els germans de Lió anomenaven els rodets de pel·lícules impressionats. El 25 d'octubre de 1896 Promio és a Venècia i li ve al cap contemplar des d'una góndola avançant pel Gran Canal. Com que els Lumière eren uns patrons una mica irascibles, primer envia un telegrama perquè se li permeti fer aquest tipus de recomanacions oficials d'estabilitat de la imatge originals d'aquest tipus de rodatge, recomanades per Louis Lumière. Ell respon favorablement i Promio recupera el que és el primer tràveling lateral del cinema. Els Lumière bategen aquest efecte: "Panorama Lumière", que té un gran èxit entre periodistes i públic.
Alexandre Promio, així com altres operadors, informen opinions similars. Es demana tot el que pugui portar i moure la càmera i l'operador essencial. El tren és un d'aquests mitjans.
La pel·lícula té la rara distinció d'estar entre les pel·lícules del segle xix votades a l'enquesta decennal Sight & Sound del British Film Institute: el director Patrick Keiller la va classificar al primer lloc de les 10 millors pel·lícules mai fetes.